# سازمان ورزشی آموری

لوگوی سازمان ورزشی آموری

سازمان ورزشی آموری (فرانسوی: Amaury Sport Organisation‎) بخشی از گروه رسانه‌ای فرانسوی اپا است. این سازمان برگزار کنندهٔ شماری از رویدادهای ورزشی از جمله مسابقات دوچرخه‌سواری تور دو فرانس، ووئلتا اسپانیا و پاریس–نیس و رالی داکار است.
تور دو فرانس در سال ۱۹۰۳ توسط روزنامهٔ اوتو راه‌اندازی شد. این روزنامه پس از جنگ جهانی دوم به دلیل روابط آن با آلمان تعطیل شد و روزنامهٔ دیگری با نام اکیپ جایگزین آن شد. پس از مدتی، آموری که شرکت مادر اکیپ بود، برگزاری تور را در اختیار گرفت.
سازمان آموری برگزار کنندهٔ ماراتون پاریس، رویدادهای دوچرخه‌سواری در آفریقا و غرب آسیا، گلف و قایقرانی بادبانی است. همچنین رویدادهای ورزش‌های دوچرخه‌ای را برای رکابزنان آماتور برگزار می‌کند.

## رویدادهای دوچرخه‌سواری حرفه‌ای
در حال حاضر، رویدادهای زیر توسط سازمان آموری برگزار می‌شوند:
- مسابقات دوچرخه‌سواری کریتریوم دوفینه
- تور دوچرخه‌سواری لافلش والونی
- تور دوچرخه‌سواری لافلش والونی بانوان
- تور دوچرخه‌سواری لیژ–باستون–لیژ
- تور دوچرخه‌سواری پاریس–نیس
- تور دوچرخه‌سواری پاریس–روبه
- تور دوچرخه‌سواری پاریس–تور
- تور دوچرخه‌سواری آونیر
- تور دو فرانس
- تور دوچرخه‌سواری یورکشایر
- تور دوچرخه‌سواری عمان
- تور دوچرخه‌سواری قطر
- تور دوچرخه‌سواری ووئلتا اسپانیا